# Fuerte San José (Argentina)

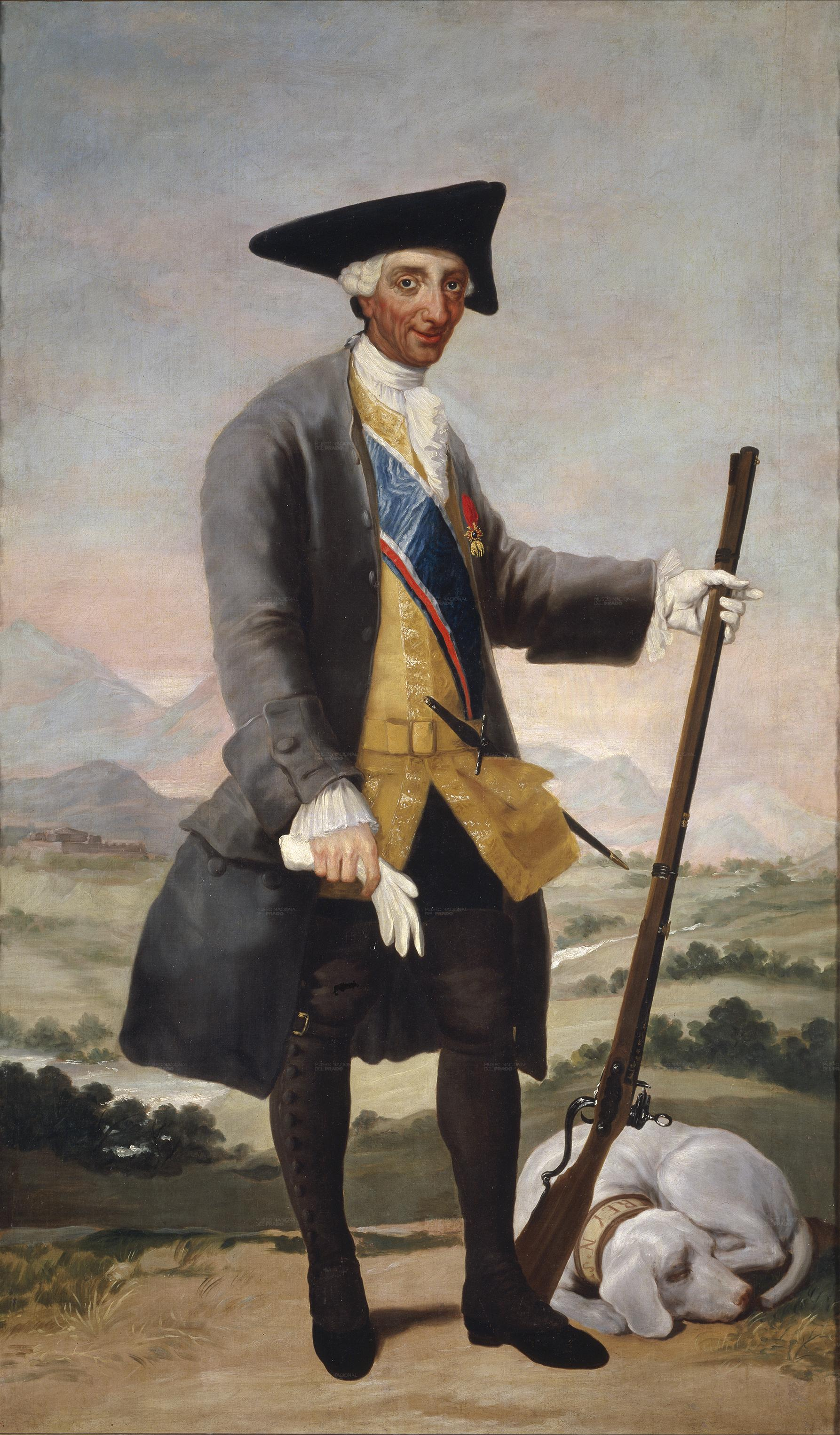
Bajo el reinado de Carlos III de España se constituyó el Fuerte de San José.

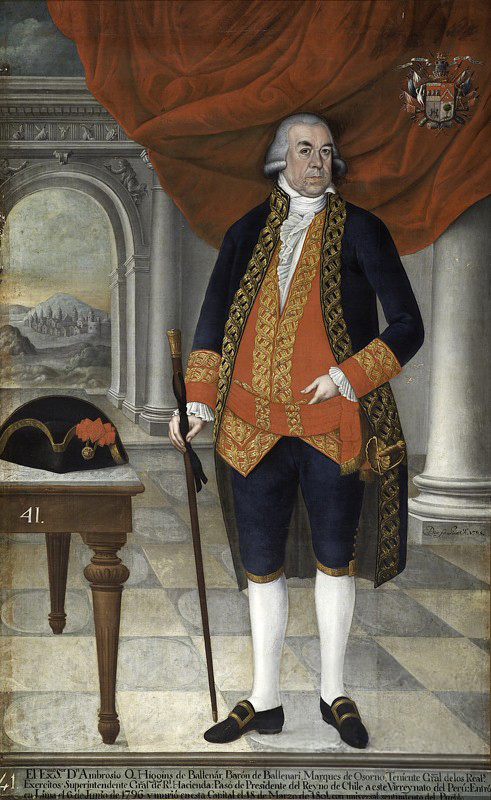
La propuesta al rey de España de poblar la costa atlántica patagónica, hecha en 1767 por Ambrosio O'Higgins (antes de ser gobernador de Chile y virrey del Perú y de engendrar a Bernardo O'Higgins) fue clave para que el monarca hispano se decida a ordenar dicha empresa, en la que se erigiría el Fuerte San José.

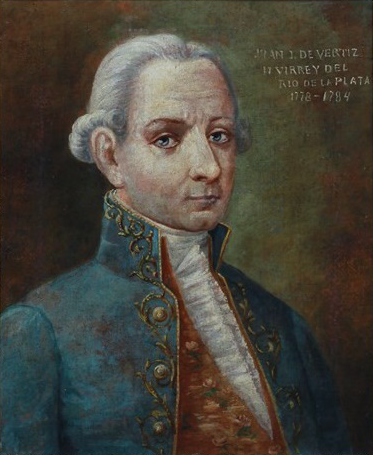
Virrey Juan José de Vértiz.

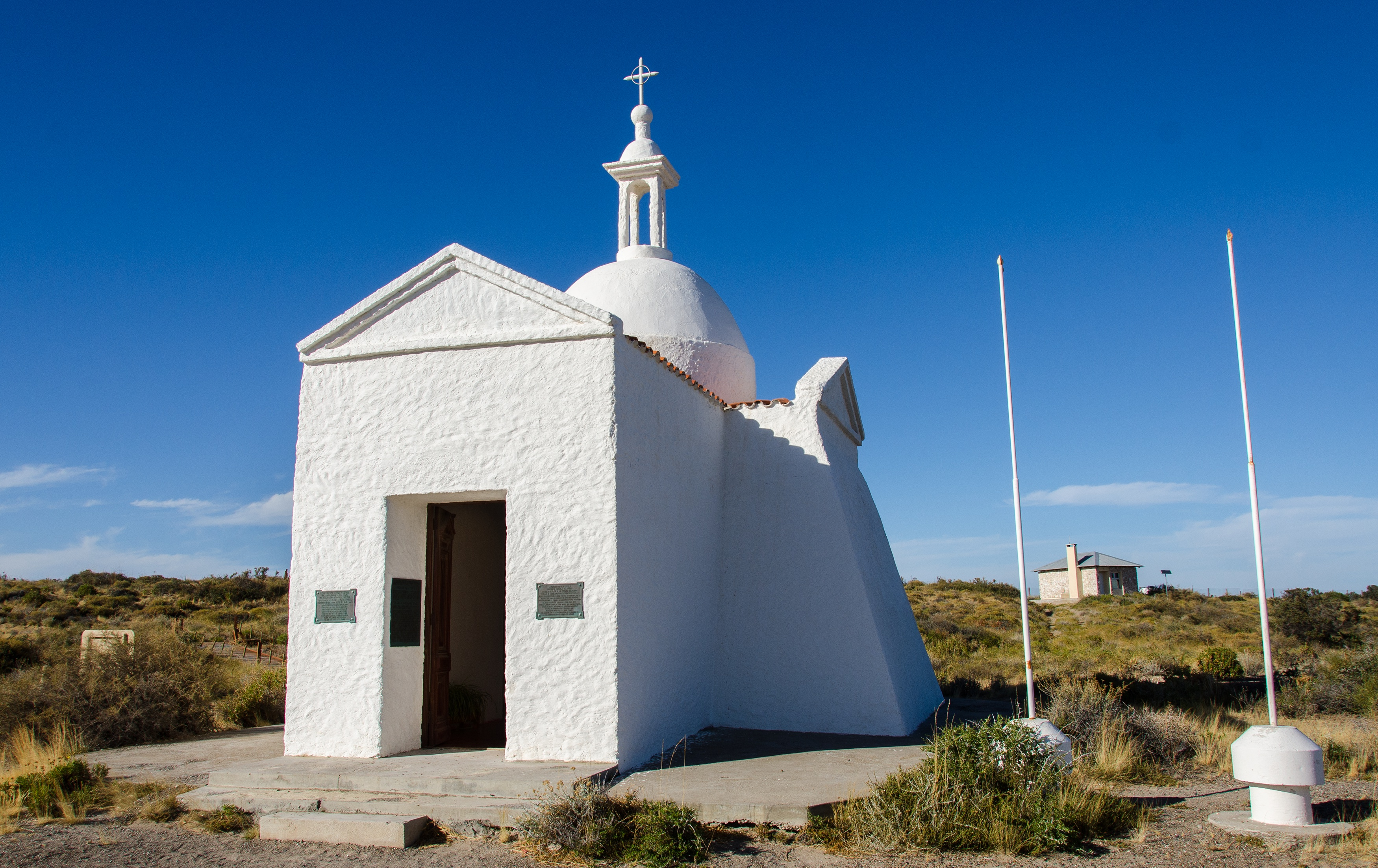
La "réplica" de la capilla del Fuerte de San José. Estudios de los planos en los que se basaron los arquitectos para construirla en la década de 1970 demostraron que en realidad referían a la iglesia de otro Fuerte de San José, el situado en la ciudad de Montevideo.

El Fuerte San José, Fuerte de San José, Guardia de la bahía de San José o más formalmente Fuerte y Puerto de San José de la Candelaria, fue uno de los poblados coloniales que el imperio español creó en la Patagonia atlántica bajo la administración del Virreinato del Río de la Plata, formando parte de la "Superintendencia de los Establecimientos Patagónicos". Fue fundado el 7 de enero de 1779 y mantuvo población durante 31 años, hasta el 7 de agosto de 1810, fecha en que fue destruido por un malón cometido por los indígenas de la zona, pertenecientes a la etnia tehuelche septentrional austral o ‘’gününa kena’’.

## Historia

### Ubicación
Se situó en la ensenada San Andrés, en la zona cercana a la playa Fracasso (apellido del propietario de la estancia donde hoy se encuentra), a 200 metros de la ribera sudoriental del golfo San José (el cual forma parte del mar Argentino del océano Atlántico), costa septentrional del istmo Carlos Ameghino de la península Valdés, en lo que hoy es el departamento Biedma, al nororiente de la provincia de Chubut, al nordeste de la Patagonia argentina. 
Sus coordenadas son: 42°25′49″S 64°08′26″O / -42.43028, -64.14056.
Una construcción subsidiaria de aquel, el llamado “Puesto de la Fuente” o “Los Manantiales”, se localizaba sobre la ribera sudoccidental de la Salina Grande de Valdés, en lo que hoy son terrenos pertenecientes a la estancia “Los Manantiales”, a unos 30 km del Fuerte San José, en dirección hacia el sur. Sus coordenadas aproximadas son: 42°40′S 64°00′O / -42.667, -64.000.

### Antecedentes
En la segunda mitad del siglo XVIII la Corona española se encontraba en plena competencia contra franceses e ingleses por el poder marítimo mundial y el dominio sobre amplios territorios coloniales. De allí que proteger los dilatados dominios en la parte austral de América del Sur resultaba vital para la monarquía hispánica. Bajo esta premisa fue creado el Virreinato del Río de la Plata, el cual además ofrecía un tapón a la expansión portuguesa desde el Brasil colonial. Concentrando mayor poder político y económico en Buenos Aires se aseguraba el control de la cuenca del Plata y una plataforma eficaz para poblar las costas patagónicas o combatir cualquier intento por parte de Francia o del Reino de Gran Bretaña  por crear una colonia en el extremo sur de América, ya que ambas potencias consideraban a esa parte del mundo como res nullius.
La creación del Fuerte de San José fue el resultado de una resignificación del valor geoestratégico que contenía la costa atlántica patagónica, luego de que se difundiera en Europa dos trabajos que motivaron que las ambiciones de las grandes potencias coloniales se posaran allí, si bien ya desde 1754 el poblamiento hispano de la costa patagónica era un proyecto anelado por la corona.
Ambrosio O'Higgins, quien años después sería gobernador de Chile y virrey del Perú y engendraría a Bernardo O'Higgins (héroe de la Independencia de Chile), en el año 1767 —luego de una experiencia en la Araucanía— dio a conocer en Madrid el informe “Descripción del Reyno de Chile“. Propuso al Rey un bosquejo que permitiría a la vez que proteger la seguridad del imperio en la región sur de Sudamérica, desarrollarla productivamente, mediante la creación de una serie de fortificaciones y poblados costeros con posibilidades de comunicarlos con las ciudades españolas de la zona ya bien establecidas.

«…me parece muy necesario que los españoles piensen sin perder tiempo en buscar dos puertos en la misma costa entre los 38 grados y 45, procurando fortificarse en ellos, y traer gentes para su población de donde se pudiere. La misma diligencia convendría se hiciese en la Bahía de San Julián, por los 49 grados, sin perder de vista al mismo tiempo la máxima de reducir a pueblos o poblaciones los indios de dicha costa, e interior de aquel vasto territorio.»

 Sobre el responsable político de este proyecto, O'Higgins destacó: 

«el conocido celo y eficacia del Excmo. Señor Gobernador de las Provincias del Río de la Plata, a cuya jurisdicción pertenecerá la costa patagónica y la Línea Fronteriza que se propone establecer».

Si bien la Corona no aplicó de inmediato esta propuesta, la misma fue un importante antecedente que terminaría por cuajar al difundirse en 1774 el libro del jesuita Tomás Falkner: “Descripción de la Patagonia”. Allí el religioso incitaba al gobierno del Reino Unido a conquistar el extremo austral de América, dado su potencial geoestratégico (como puerta al paso interoceánico), su valor económico y su llamativa vulnerabilidad, lo que permitiría además de golpear y debilitar a la corona de España, quitarle sus colonias y anexarlas al Imperio británico, extendiéndolo también sobre los territorios aún en manos de los indígenas patagónicos.
Al estallar en 1775 la guerra de la independencia de Estados Unidos el conflicto entre España y el Reino Unido se agravó, ya que la corona española brindó su apoyo a las colonias británicas americanas sublevadas. Para hacer frente a las posibles represalias del Reino Unido, se debieron reforzar todos los posibles objetivos. De allí que el Secretario de Estado del Despacho Universal de Indias (ministro de Indias), José de Gálvez y Gallardo aprobó una medida trascendental para la división administrativa de la América hispana, la creación en 1776 del virreinato del Río de la Plata, a quien también el rey Carlos III de España finalmente ordenó la construcción de establecimientos patagónicos, los que asegurarían el transporte y comunicación con las posesiones españolas del Pacífico. Siguiendo lo recomendado por Higgins, tanto la planificación, como la ejecución y luego la asistencia y administración de los asentamientos de la Patagonia se realizó a través del virrey del Río de la Plata Juan José de Vértiz, con asiento en la ciudad de Buenos Aires. El 24 de marzo de 1778, mediante una real cédula, el monarca pone de manifiesto el propósito de poblar la costa patagónica.
La propuesta final fue diseñada por el Secretario de Estado José Moñino y Redondo (Conde de Floridablanca), y presentada al rey el 8 de mayo de 1778, el cual refrendó con la real orden del 24 de mayo de ese año. Allí se indicaba que: 

«Con el fin de que los ingleses (...) no piensen establecerse en la bahía San Julián o sobre la misma costa para la pesca de ballenas en aquellos mares (...) ha resuelto S. M. que se den órdenes reservadas y bien precisas al Virrey de Buenos Aires y también al intendente de la Real Hacienda que (...) con toda prontitud disponga hacer un formal establecimiento y población en dicha bahía San Julián».

Cumpliendo el plan estipulado, el 27 de agosto de ese año arribaron a Buenos Aires Antonio de Biedma -quien oficiaría de contador y tesorero- y Juan de la Piedra. Este contaba con una Real Cédula que le permitiría ser reconocido por el virrey del Río de la Plata, Juan José de Vértiz y Salcedo, como “comisario superintendente de la bahía Sin Fondo”:

«Con el importante fin de hacer la pesca de la ballena en la costa de la América Meridional, impedir que otras naciones consigan este beneficio y así mismo que quede resguardada de cualquier tentativa que en lo sucesivo pueda intentarse contra el dominio que me pertenece en aquellos paises: he tenido por conveniente se establezca en las Bahías Sin Fondo y de San Julian, comprendidas en la referida costa del nuevo vireynato de Buenos Ayres, y en los demas parages que en lo sucesivo sean adaptables y se determinen, las poblaciones y formal establecimiento que á estos objetos corresponden (...) el virey y capitan general del nuevo vireinato y el intendente de ejército y real hacienda le reciban el juramento, y ambos gefes superiores le hagan reconocer como tal comisario, superintendente de las mencionadas poblaciones.»

De la Piedra debía ejecutar las expresas instrucciones señaladas por el virrey Vértiz: 

«Conforme al espíritu y contento de distintas Reales Ordenes y advertencias del particular, que por ahora e ínterin se adquiere mayor conocimiento deberá observar el Comisionado por S. M. para establecer poblaciones y fuertes provisionales en la Bahía Sin Fondo, la de San Julian ú otros parajes de la costa oriental llamada Patagonia que corre desde el río de la Plata hasta el estrecho de Magallanes.»

El establecimiento de San José no estaba previsto originalmente, ya que el plan tenía un doble eje. El primero se situaría por el norte, en la “bahía Sin Fondo” (golfo San Matías) o “punta de San Matías”, ya que se creía que allí vertía sus aguas el río Negro.
El segundo eje estaría mucho más al sur: 

«Como verificado así este primer establecimiento de la Bahía sin fondo, deba quedar allí el segundo Comisionado con uno de los Contadores, y D. Juan de la Piedra seguir con el resto de la expedición, si la estación lo permitiere, al reconocimiento de la de San Julian ó de otro paraje más abanzado hacia el Estrecho de Magallanes, no haviendo llegado hasta ahora este segundo comisionado, deberá el mismo D. Juan de la Piedra dexar nombrado interinamente al que, segun hubiese observado, contemple más á propósito para desempeñar todos los fines y particularidades de este encargo, y del que fuese me dará así mismo noticia.»

Al seleccionarse la zona de la bahía San Julián o en su defecto la del estuario del río Santa Cruz o la del Gallegos, se buscaba ejercer un mejor control sobre la cercana entrada por oriente al Estrecho de Magallanes y asegurar la presencia española en la región del extremo austral continental.

### Partida desde Montevideo y fundación del Fuerte
Luego de agrupar en Montevideo contingentes de colonos procedentes de Galicia, Asturias, Castilla la Vieja y León, el 15 de diciembre de 1778 partió la expedición rumbo a las costas patagónicas. La flota se componía de una fragata, el paquebote “Santa Teresa”, la zumaca “San Antonio de Oliveira” y un bergantín, los que llevaban hacia el sur un centenar de soldados más 132 colonos con habilidades de maestranza pero en su mayoría labradores. Se le sumaba raciones de alimentos, pertrechos, arados, semillas de trigo y otros vegetales, junto con todos los elementos necesarios para establecer, y luego afianzar, poblaciones.
Cumpliendo lo ordenado los expedicionarios llegaron a la “bahía Sin Fondo” a comienzos del año 1779, pero corrientes y vientos los aproximaron a la zona sur de la bahía, en el sector norte de la península Valdés, donde dieron con un golfo aún no demarcado por los anteriores navegantes. A esta bahía muy cerrara bautizaron como San José, desembarcando en sus costas el 7 de enero, tomando Juan de la Piedra posesión de ese territorio en nombre del rey. Inmediatamente mandó a sus tropas a reconocer la zona y especialmente a la búsqueda de agua potable, encontrando días después, al este de la bahía, algunas lagunas con agua estancada. Allí desembarco los pertrechos y estableció un campamento provisorio.
Sin embargo, dispuso dos expediciones para intentar dar con una fuente de suministro de agua más estable y abundante. La comandada por el piloto Basilio Villarino marchó tierra adentro en la península y logró hallar un gran manantial. La otra expedición, a cargo de Juan de la Piedra, también encontró buena agua cavando pozos en una playa. Esto determinó que el 31 de enero de la Piedra decida trasladar el poblado 3 leguas hacia el sudoeste, lugar donde finalmente se establecería el “Fuerte y Puerto de San José de la Candelaria”. El propio de la Piedra explicó las cualidades del nuevo sitio elegido: 

«tres leguas más al S.O. de la playa se hallaron también copiosas fuentes de buena agua con que habiendo abundancia de leña, famoso terreno, benigno clima y admirable puerto, no quedó duda que se podría formar establecimiento con lo que quedaban logradas las intenciones del rey».

Sin embargo, algunas desavenencias condujeron a que Juan de la Piedra se marche el 4 de marzo de 1779 con la fragata rumbo a Montevideo, lo que posteriormente le costaría su destitución, por orden del virrey Vértiz, si bien 5 años después lograría ser absuelto libre de cargos. Fue reemplazado como comisario superintendente por Francisco de Biedma, quien de inmediato ordena unificar ambos campamentos en uno solo.
El Fuerte de San José fue utilizado como base de operaciones para emprender desde allí distintos reconocimientos de la geografía del nordeste patagónico. Partiendo desde San José el 13 de febrero de 1779, Basilio Villarino cruza la bahía Sin Fondo y próxima a la entrada a esta desde el norte descubre la desembocadura del río Negro, un ancho y profundo curso al cual navega el 22 de febrero, y que observa marginado por un valle de inundación con abundantes tierras fértiles. Al retornar la expedición a San José el 16 de marzo se anotició a su superior, Francisco de Biedma, del hallazgo. Este decidió trasladar con la zumaca “San Antonio de Oliveira” y el bergantín a todos los pobladores civiles hacia dicho curso fluvial, dejando el 16 de abril a su hermano Antonio de Biedma a cargo del Fuerte de San José, en calidad de subdelegado, y al establecimiento solo con un carácter militar, perfil que nunca abandonaría. La población que se fundaría en el río Negro daría lugar a las actuales ciudades de Carmen de Patagones y Viedma. En otras expediciones se conformarían otros establecimientos patagónicos que secundarían al del Fuerte de San José: además del de Carmen de Patagones, el de Puerto Deseado y el de la Nueva Colonia y Fuerte de Floridablanca, 10 km tierra adentro de la bahía San Julián.
Las malas condiciones que soportaba la tropa en el Fuerte desencadenaron una epidemia de escorbuto. Esto obligó a Antonio de Biedma a organizar una junta, la que determinó que se debía abandonar el poblado. Biedma intentó aplazar la decisión al alegar que al ser solo un subdelegado no tenía autoridad para tomar esa decisión tan radical. El 1 de agosto de 1779 el Fuerte de San José queda a cargo del Teniente del Regimiento de Infantería Pedro Andrés García, acompañado por 8 voluntarios, en razón de que Antonio de Biedma partió hacia Montevideo a notificar el estado de cosas en que se encontraba el fuerte y la falta de víveres que lo afligía. García estuvo al mando hasta 1782, siendo sucedido en los siguientes años por distintos oficiales.

### Características del Fuerte de San José y de sus pobladores
El fuerte se encontraba a 200 metros de la playa, entre dos pequeños cerros costeros. La información arqueológica definió un área central de ocupación de una superficie aproximada de 256 m². Su diseño e infraestructura edilicia era modesta, empleando como materiales para las construcciones mayormente cueros, carrizos, madera de sauce y adobe. Según el informe de 1779 del Teniente Manuel Soler consistía en una plazuela cerrada por cuatro frentes, en uno de estos funcionaba un gran almacén de víveres y repuestos. En otro funcionan los cuarteles o cuadras y caballerizas; en otro estaban las habitaciones principales, destinadas al Superintendente. Finalmente en el restante había una capilla, construida en adobe y techada con paja. Fuera de la Plaza se distribuían algunas dependencias precarias, un almacén de pólvora, dos hospitales y el camposanto. Más cerca de la playa, una edificación de adobe con techo de tejas y provista de horno funcionaba como cocina y panadería.
Para mejorar la defensa, sobre la cumbre de un cerrito lindero se emplazó una batería en un rancho o cuartel cuadrado con techo de paja. Para darle mayor protección ante el peligro de ataques de indios se lo circunvaló con una zanja, algo característico de las fortificaciones de la época.
Población
La población del fuerte y de su anexo siempre tuvo un carácter eminentemente masculino y militar, a los que se agregaban funcionarios, cirujanos, capellanes, peones y presidiaros. La población total varió desde un mínimo de menos de 10 personas hasta un máximo de un centenar. Las familias de colonos se había marchado ya en los primeros meses hacia el mejor prodigado Fuerte “Nuestra Señora del Carmen”, del cual el de San José dependía administrativa y económicamente.
La zona era habitada por indígenas pertenecientes a la etnia tehuelche septentrional austral o ‘’gününa kena’’. Las relaciones que mantuvieron estos con los pobladores del fuerte a lo largo de los 31 años de existencia de este fueron poco estudiadas por los investigadores, más allá del malón que provocó el trágico final del establecimiento.

#### El emplazamiento subsidiario “Puesto de la Fuente”
Tiempo después de la construcción del fuerte también fue poblada un área subsidiaria del mismo, situada a unos 30 km al sur, en la ribera de una gran salina, en el paraje “Los Manantiales de Villarino”. Allí se instaló un asentamiento productivo al que se lo conoció como “Puesto de la Fuente”. Su función era asistir a la explotación de sal, la colecta de agua dulce que manaba de un manantial que desembocaba en la salina y la cría de ganado para abastecer de carne al fuerte. En ese lugar se construyeron dos edificaciones de piedra sin cal: un hospital y un modesto fortín, a las que acompañaba una pequeña huerta.

### La vida en el Fuerte de San José
La vida en el fuerte era difícil en extremo. El clima era seco, ventoso, muy frío en invierno y muy cálido en el verano. La falta de lluvias y de posibilidades de riego hacía inviable la agricultura. La falta de provisiones y de asistencia, más la escasez de agua potable y de alimentos, provocaba deficiencias nutricionales y defunciones por epidemias de escorbuto. La dieta era carne salada, tocino de mala calidad, miniestra picada y harinas añejas. Mejoraba algo cuando se lograba dar caza a un choique patagónico o a un guanaco. Los mariscos también podían hacer su aporte proteico. Años después el ganado vacuno que se volvió cimarrón se multiplicó, lo cual mejoró sensiblemente la dieta del personal emplazado. Las construcciones eran barracas con techo de paja y ranchos miserables, los que no podían hacer frente a las inclemencias del duro clima patagónico, según reporta en 1784 el propio Francisco de Biedma en su “Memoria” al Virrey Loreto. Se sumaba la tensión de un conflicto latente con los aborígenes, los que podían ofrecer un combate con fuerzas notablemente superiores a las que podía oponer el modesto reducto español, lo que haría que la pequeña fortaleza sea fácilmente arrasada. Era un enclave aislado, desterrado, completamente separado por tierra de Buenos Aires por cientos de kilómetros de desierto, el que estaba poblado por aborígenes hostiles. La única comunicación posible era por mar, por lo que ante la necesidad de requerir refuerzos, la respuesta más rápida tardaría semanas.

### Orden de abandono del Fuerte de San José
Durante el primer lustro de la década de 1780 el escenario mundial cambió completamente. Es que España finalmente logró la paz con el Reino Unido, negociando acuerdos los cuales se rubricarían en el tratado de Versalles, el 3 de septiembre de 1783, también acordados con Francia, que luchó a la par de España y los colonos norteamericanos contra los británicos. El pago de los gastos que ocasionó esta campaña militar, sumado a los producidos por el nuevo esfuerzo bélico que representó para la corona española la sublevación de Túpac Amaru, obligó al monarca español a intentar recortar dispendios, y como la amenazante situación en el Atlántico sudoccidental se había distendido, no era razonable continuar erogando ingentes gastos para sostener poblaciones en zonas geográficamente muy desfavorables. 
Es por ello que el rey Carlos III firmó el 1 de agosto de 1783 una Real Orden por la que ordena levantar el Fuerte de San José y otros de la Patagonia: 

«...exceptuando el de Río Negro que ha de mantenerse con un comandante militar que se nombre y la corta población que puede hacer á su abrigo, y que en los puertos de San José, San Julián y Deseado, se dejen pilastras, que acrediten la pertenencia á S.M.C. reconociéndose desde Río Negro anualmente.»

La Real Orden fue ejecutada el 23 de enero de 1784 en lo que se refiere a los demás establecimientos, pero en lo que atañe al Fuerte de San José esta no fue cumplida totalmente. Es que algunos funcionarios del Virreinato lograron ver la enorme importancia estratégica que representaba mantener ocupado un puesto de avanzada en las lejanas costas australes.
Cuando Nicolás Felipe Cristóbal del Campo y Rodríguez de Salamanca -el segundo Marqués de Loreto- asumió el 7 de marzo de 1784 como el nuevo virrey del Río de la Plata, le fue encomendada la orden de revisar la problemática de los establecimientos patagónicos. Al igual que se habían manifestado los hermanos Biedma y Villarino, Loreto también se inclinaba por mantenerlos e incluso repoblar los desmantelados. Su opinión se fundamentaba en los informes presentados por un excartógrafo de la corona de Portugal, el cual se encontraba prestando servicios en la hispana: el ingeniero Custodio Sáa y Faría. Para este, no solo debían ser vistos como una red de defensa litoral para frenar el avance de los ingleses y de otras potencias coloniales de la época sino también con el doble rol de ser avanzadas de la frontera del territorio colonial bajo explotación, incorporándolos a los circuitos de comercialización e intercambio que se practicaban con las distintas etnias indígenas, en un lento proceso de integración.
De una manera particular, el Fuerte de San José estaba en condiciones de sacar provecho de las características naturales que le aportaba su situación geográfica, al situarse sobre una bahía apta para la captura de las abundantes ballenas francas australes y en proximidades de una extensa salina explotable para el abasto del Plata. De esta manera, siguió manteniendo una escueta población por más 26 años, incluso en toda la primera década del nuevo siglo XIX.

### Destrucción del Fuerte de San José

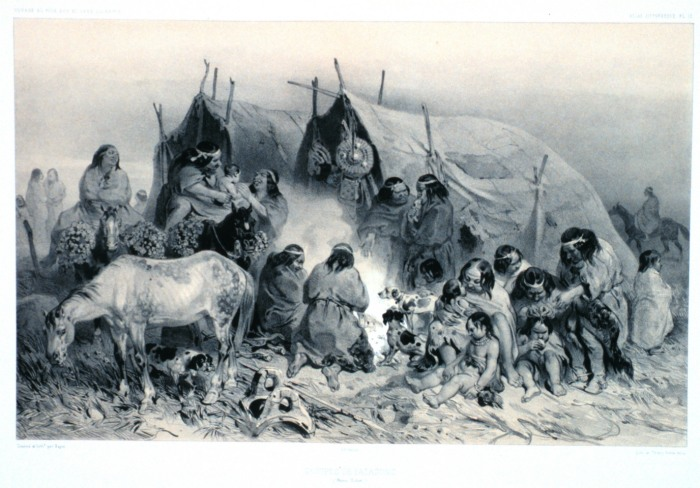
Indígenas pertenecientes a la etnia tehuelche septentrional austral o ‘’gününa kena’’. Estos eran los habitantes de la zona donde se ubicó este fuerte, al que terminaron finalmente por destruir mediante un malón.

El Fuerte de San José mantuvo una modesta población incluso algunos meses después de la Revolución de Mayo, la serie de acontecimientos revolucionarios ocurridos en mayo de 1810 en la ciudad de Buenos Aires, capital del Virreinato del Río de la Plata (del cual dependía el Fuerte de San José), y que tuvieron como consecuencia la deposición del virrey Baltasar Hidalgo de Cisneros y su reemplazo por la Primera Junta de gobierno, la cual no reconocía la autoridad del Consejo de Regencia de España e Indias, dando inicio al proceso de surgimiento del Estado Argentino.
Sin embargo, no era intención de la Primera Junta el mantener poblada la península, por lo que dispuso el traslado de la guarnición hacia la de Carmen de Patagones. La orden no llegó a ejecutarse, ya que entre el 7 y el 8 de agosto de 1810, tanto el fuerte costero como el asentamiento de la salina fueron atacados e incendiados por un malón cometido por unos 1000 indígenas, tehuelches en alianza con los pampas. 
Se han postulado 3 causas que habrían generado el desenlace trágico.
- Desavenencias por la compra de una mujer aborigen,[17][18]
- Escarmiento resultado del incumplimiento de la prohibición de no cazar fuera de la península,[19]
- Desinteligencias por un no pago del prometido premio a los nativos por ayudar en la captura de dos desertores del fuerte del Carmen.[20]

Aprovechando que la población estaba reunida en la capilla celebrando misa, los nativos dieron muerte a 15 de los ocupantes que allí vivían. Entre los muertos estaba el cura del fuerte —de origen italiano— el Beato Bartolomeo Poggio, perteneciente a la orden religiosa de los mercedarios, quien murió de rodillas ante el altar. Había sido asignado a la Patagonia como capellán, evangelizando en el Fuerte por 10 años. La fecha en que la Orden celebra a su mártir es el 23 de noviembre.
Tan solo dos hombres lograron sobrevivir, alcanzando en dura travesía el poblado del Carmen. Uno de los sobrevivientes fue entrevistado por el sabio Alcide d'Orbigny en 1829 durante su estadía en esa ciudad.  
La zona quedó abandonada. Desde 1882 comenzaron a ocuparse progresivamente los campos de la zona. Solo a comienzos del siglo XX, y a 200 metros del sitio del fuerte original, fue nuevamente creado el “Puerto de San José”, un establecimiento que servía para la recepción y traslado de mercaderías y recursos, principalmente sal, que llegaba desde las salinas en carretas tiradas por bueyes. El mismo habría sido abandonado alrededor del año 1916, como resultado de la construcción del Ferrocarril de Península Valdés, el cual desde 1901 pasó a unir las salinas con Puerto Pirámides, permitiendo una salida de la producción salinera peninsular con menores costos. En 1904, el propietario Ernesto Piaggio solicitó al estado, y le fue concedido, una concesión para construir otro ferrocarril, pero que uniera las salinas con el Puerto San José, sin embargo no hay evidencia de que se hayan efectuado obras al respecto.

### La memoria del Fuerte de San José en la actualidad
La existencia del Fuerte de San José representa un lugar destacado en la historia provincial. Tanto es así que en la década de 1970 se buscó corporizar ese recuerdo erigiendo una réplica de la primitiva capilla del Fuerte, situándola en la costa pero en el sector medio del istmo Carlos Ameghino a pocos metros del centro de interpretación localizado frente a la isla de los Pájaros (a la altura del portal de entrada a la península Valdés), un lugar mucho más visible que la posición original, buscando un fin turístico además de conmemorativo, en recuerdo de las gestas españolas. Sin embargo, un mal archivado de los supuestos planos originales del fuerte los confundió con los de la fortaleza del mismo nombre que se levantó en el centro de la actual ciudad de Montevideo, por lo que la supuesta réplica del edificio religioso levantado en Valdés es en realidad una reproducción de la capilla de la Ciudadela de la capital uruguaya. Lamentablemente, un error arrastrado y reproducido durante más 40 años ha forjado la imagen de una capilla que en nada se relaciona con el modestísimo oratorio patagónico, pero que es aquella que se lleva consigo el público visitante, por lo que terminó formando parte del imaginario popular.
Se han efectuado prospecciones arqueológicas que determinar con exactitud la ubicación tanto del fuerte como de las subsidiarias construcciones de la salina. En estas últimas, el "manantial Villarino" allí existente  —descubierto por el piloto gallego Basilio Villarino— es utilizado para proveer de agua potable a la localidad de Puerto Pirámides.
En el año 1977, mediante el decreto 911/1977, el lugar del emplazamiento del fuerte fue declarado “Monumento Histórico Nacional”, mientras que el del anexo de la salina “Lugar Histórico Nacional”.